# 賈金 (喬治亞州)
賈金（英語：Jakin）是一個位於美國喬治亞州厄爾利縣的城市。

## 地理
賈金的座標為31°05′26″N 84°58′59″W / 31.09056°N 84.98306°W，而該地的平均海拔高度為44米（即144英尺）。

## 人口
根據2010年美國人口普查的數據，賈金的面積為3.20平方千米，當中陸地面積為3.20平方千米，而水域面積為0.00平方千米。當地共有人口155人，而人口密度為每平方千米48.44人。